# سوني هومر
سوني هومر هو لاعب كرة قدم كندية كندي، ولد في 8 يوليو 1936 في ترايل في كندا، وتوفي في 22 فبراير 2006 في منطقة شمال فانكوفر ‏ في كندا.

## وصلات خارجية
- سوني هومر على موقع JustSportsStats.com (الإنجليزية)